# Bayer 04 Leverkusen Fußball 2014-2015 (femminile)
Questa voce raccoglie le informazioni riguardanti il Bayer 04 Leverkusen Fußball nelle competizioni ufficiali della stagione 2014-2015.

## Divise e sponsor
La grafica adottata era la stessa del Bayer Leverkusen maschile. Il main sponsor era il marchio di elettronica coreana LG mentre quello tecnico, fornitore delle tenute da gioco, era Adidas.
|  | Casa |  | Trasferta |  | Terza tenuta |

## Organigramma societario
Come da sito ufficiale, aggiornato al 16 febbraio 2015.
Area tecnica
- Allenatore: Thomas Obliers
- Vice allenatore: Malte Dresen
- Allenatore dei portieri: Ursula Holl
- Preparatore atletico: Alois Gmeiner
- Fisioterapista: Jacqueline Ciompala
- Teammanager: Maruan Azrak

## Rosa
Rosa, ruoli e numeri di maglia come da sito ufficiale, aggiornati al 16 febbraio 2015, integrati dal sito della Federcalcio tedesca (DFB).
| N. |                     | Ruolo | Calciatrice         |
| -- | ------------------- | ----- | ------------------- |
| 1  | Germania (bandiera) | P     | Lisa Schmitz        |
| 2  | Germania (bandiera) | D     | Nina Claassen       |
| 3  | Germania (bandiera) | D     | Laura Leluschko     |
| 4  | Germania (bandiera) | D     | Katharina Prinz     |
| 5  | Germania (bandiera) | D     | Marisa Ewers        |
| 6  | Germania (bandiera) | D     | Valeria Kleiner     |
| 7  | Germania (bandiera) | C     | Jessica Wich        |
| 8  | Germania (bandiera) | C     | Ramona Petzelberger |
| 9  | Germania (bandiera) | D     | Merle Barth         |
| 10 | Germania (bandiera) | A     | Turid Knaak         |
| 11 | Germania (bandiera) | C     | Theresa Panfil      |
| 13 | Germania (bandiera) | D     | Anna Gasper         |

| N. |                     | Ruolo | Calciatrice         |
| -- | ------------------- | ----- | ------------------- |
| 14 | Germania (bandiera) | A     | Sharon Beck         |
| 15 | Germania (bandiera) | C     | Rebecca Knaak       |
| 16 | Germania (bandiera) | C     | Laura Widak         |
| 17 | Germania (bandiera) | C     | Marina Hegering     |
| 18 | Germania (bandiera) | A     | Venus El-Kassem     |
| 19 | Germania (bandiera) | C     | Lisa Schwab         |
| 20 | Germania (bandiera) | P     | Anna Klink          |
| 21 | Germania (bandiera) | C     | Francesca Weber     |
| 23 | Germania (bandiera) | A     | Isabelle Linden     |
| 25 | Germania (bandiera) | P     | Janina Scharnbacher |
| 30 | Germania (bandiera) | D     | Carolin Simon       |

## Calciomercato

### Sessione estiva
| Acquisti | Acquisti        | Acquisti                       | Acquisti                  |
| R.       | Nome            | da                             | Modalità                  |
| -------- | --------------- | ------------------------------ | ------------------------- |
| D        | Anna Gasper     | Bayer Leverkusen B-Juniorinnen | aggregata dalle giovanili |
| D        | Valeria Kleiner | Bayern Monaco                  | definitivo                |
| D        | Katharina Prinz | Bayer Leverkusen B-Juniorinnen | aggregata dalle giovanili |
| C        | Turid Knaak     | Arsenal                        | fine prestito             |
| C        | Jessica Wich    | 1. FFC Francoforte             | definitivo                |

| Cessioni | Cessioni              | Cessioni           | Cessioni    |
| R.       | Nome                  | a                  | Modalità    |
| -------- | --------------------- | ------------------ | ----------- |
| D        | Kathrin Hendrich      | 1. FFC Francoforte | definitivo  |
| D        | Marith Müller-Prießen | 1. FFC Francoforte | definitivo  |
| C        | Turid Knaak           | Arsenal            | in prestito |
| C        | Claudia Kalin         | Colonia            | definitivo  |
| C        | Isabel Kerschowski    | Wolfsburg          | definitivo  |

## Risultati

### Frauen-Bundesliga

#### Girone di andata
| Arbitro: | Lohmeyer (Holtland) |

|                  |           |            |
| Petzelberger 60’ | Marcatori | 27’ Zeller |

| Arbitro: | Müller-Schmäh (Potsdam) |

|             |           |                         |
| Landeka 43’ | Marcatori | 20’ Hegering 32’ Gasper |

| Arbitro: | Söder (Ingolstadt) |

|  |           |                           |
|  | Marcatori | 4’, 65’ Bernauer 89’ Popp |

| Arbitro: | Hussein (Bad Harzburg) |

|                   |           |                       |
| McDonald 28’, 36’ | Marcatori | 11’ Gasper 29’ Linden |

| Arbitro: | Wozniak (Herne) |

|  |           |                                           |
|  | Marcatori | 37’ Leupolz 66’ Stengel 69’, 81’ Beckmann |

| Arbitro: | Heimann (Gladbeck) |

|            |           |  |
| Gidion 89’ | Marcatori |  |

| Leverkusen 12 ottobre 2014, ore 14:00 CEST 7ª giornata | Bayer Leverkusen    | 0 – 0 referto | MSV Duisburg | Ulrich-Haberland-Stadion (519 spett.)\| Arbitro: \| Lohmeyer (Holtland) \| |
| Arbitro:                                               | Lohmeyer (Holtland) |               |              |                                                                            |

| Arbitro: | Müller-Schmäh (Potsdam) |

|                                        |           |  |
| Garefrekes 7’ Marozsán 56’ Laudehr 97’ | Marcatori |  |

| Arbitro: | Baitinger (Friesenheim) |

|            |           |                                                                   |
| Linden 46’ | Marcatori | 9’ Andonova 39’, 49’ Añonma 54’ (rig.) Šimić 59’ Bremer 87’ Wälti |

| Arbitro: | Wolk (Worms) |

|                                                |           |               |
| Knaak 29’ Weber 41’, 42’ Schwab 51’ Linden 58’ | Marcatori | 80’ Petermann |

| Arbitro: | Heimann (Gladbeck) |

|              |           |                        |
| Van Bonn 24’ | Marcatori | 47’ Hegering 58’ Simon |

#### Girone di ritorno
| Arbitro: | Diekmann (Essen) |

|               |           |            |
| F. Dongus 41’ | Marcatori | 57’ Panfil |

| Arbitro: | Kurtes (Düsseldorf) |

|  |           |           |
|  | Marcatori | 58’ Hearn |

| Arbitro: | Rafalski (Baunatal) |

|                                                        |           |  |
| Müller 32’ (rig.), 85’ Goeßling 47’ Popp 70’ Ōgimi 76’ | Marcatori |  |

| Arbitro: | Müller-Schmäh (Potsdam) |

|                          |           |  |
| Linden 3’, 54’ Knaak 30’ | Marcatori |  |

| Arbitro: | Baitinger (Friesenheim) |

|                                  |           |  |
| Behringer 11’ (rig.) Miedema 15’ | Marcatori |  |

| Arbitro: | Derlin (Bad Schwartau) |

|                     |           |                                        |
| Linden 2’ Simon 74’ | Marcatori | 30’ Dallmann 35’ Hartmann 90’ Schüller |

| Arbitro: | Westerhoff (Bochum) |

|                        |           |  |
| Weichelt 19’ Kiwic 28’ | Marcatori |  |

| Arbitro: | Müller-Schmäh (Potsdam) |

|            |           |                        |
| Schwab 76’ | Marcatori | 57’ Kuznik 86’ Boquete |

| Potsdam 19 aprile 2015, ore 14:00 CEST 20ª giornata | Turbine Potsdam     | 0 – 0 referto | Bayer Leverkusen | Karl-Liebknecht-Stadion (2 600 spett.)\| Arbitro: \| Schultz (Wolfsburg) \| |
| Arbitro:                                            | Schultz (Wolfsburg) |               |                  |                                                                             |

| Arbitro: | Kurtes (Düsseldorf) |

|                          |           |                                      |
| Starke 78’ Petermann 85’ | Marcatori | 13’ Beck 45’ (rig.) Panfil 54’ Knaak |

| Arbitro: | Appelmann (Sörgenloch) |

|  |           |           |
|  | Marcatori | 71’ Mauro |

### DFB-Pokal der Frauen
| Arbitro: | Appelmann (Sörgenloch) |

|  |           |                                                        |
|  | Marcatori | 34’ Beck 38’ Wich 44’ Simon 48’ Panfil 60’, 66’ Linden |

| Arbitro: | Heimann (Gladbeck) |

|  |           |                                              |
|  | Marcatori | 14’ (rig.) Marozsán 30’ Garefrekes 35’ Šašić |

## Statistiche

### Statistiche di squadra
| Competizione         | Punti | In casa | In casa | In casa | In casa | In casa | In casa | In trasferta | In trasferta | In trasferta | In trasferta | In trasferta | In trasferta | Totale | Totale | Totale | Totale | Totale | Totale | DR  |
| Competizione         | Punti | G       | V       | N       | P       | Gf      | Gs      | G            | V            | N            | P            | Gf           | Gs           | G      | V      | N      | P      | Gf     | Gs     | DR  |
| -------------------- | ----- | ------- | ------- | ------- | ------- | ------- | ------- | ------------ | ------------ | ------------ | ------------ | ------------ | ------------ | ------ | ------ | ------ | ------ | ------ | ------ | --- |
| Frauen-Bundesliga    | 20    | 11      | 2       | 2       | 7       | 13      | 22      | 11           | 3            | 3            | 5            | 7            | 18           | 22     | 5      | 5      | 12     | 23     | 42     | -19 |
| DFB-Pokal der Frauen | -     | 1       | 0       | 0       | 1       | 0       | 3       | 1            | 1            | 0            | 0            | 6            | 0            | 2      | 1      | 0      | 1      | 6      | 3      | +3  |
| Totale               | -     | 12      | 2       | 2       | 8       | 13      | 25      | 12           | 4            | 3            | 5            | .            | .            | 24     | 6      | 5      | 13     | 29     | 45     | -16 |

### Andamento in campionato
| Giornata  | 1 | 2 | 3 | 4 | 5 | 6 | 7 | 8 | 9  | 10 | 11 | 12 | 13 | 14 | 15 | 16 | 17 | 18 | 19 | 20 | 21 | 22 |
| --------- | - | - | - | - | - | - | - | - | -- | -- | -- | -- | -- | -- | -- | -- | -- | -- | -- | -- | -- | -- |
| Luogo     | C | T | C | T | C | T | C | T | C  | C  | T  | T  | C  | T  | C  | T  | C  | T  | C  | T  | T  | C  |
| Risultato | N | V | P | N | P | P | N | P | P  | V  | V  | N  | P  | P  | V  | P  | P  | P  | P  | N  | V  | P  |
| Posizione | 4 | 5 | 7 | 7 | 8 | 9 | 9 | 9 | 10 | 8  | 8  | 8  | 9  | 9  | 8  | 9  | 9  | 9  | 9  | 9  | 9  | 9  |

Legenda:

Luogo: C = Casa; T = Trasferta. Risultato: V = Vittoria; N = Pareggio; P = Sconfitta.

### Statistiche delle giocatrici
| Giocatore       | Frauen-Bundesliga | Frauen-Bundesliga | Frauen-Bundesliga | Frauen-Bundesliga | DFB-Pokal der Frauen | DFB-Pokal der Frauen | DFB-Pokal der Frauen | DFB-Pokal der Frauen | Totale   | Totale | Totale      | Totale     |
| Giocatore       | Presenze          | Reti              | Ammonizioni       | Espulsioni        | Presenze             | Reti                 | Ammonizioni          | Espulsioni           | Presenze | Reti   | Ammonizioni | Espulsioni |
| --------------- | ----------------- | ----------------- | ----------------- | ----------------- | -------------------- | -------------------- | -------------------- | -------------------- | -------- | ------ | ----------- | ---------- |
| M. Barth        | 9                 | 1                 | 0                 | 0                 | -                    | -                    | -                    | -                    | 9        | 1      | 0           | 0          |
| S. Beck         | 12                | 1                 | 1                 | 0                 | 2                    | 1                    | 0                    | 0                    | 14       | 2      | 1           | 0          |
| N. Claassen     | 17                | 0                 | 2                 | 0                 | 2                    | 0                    | 0                    | 0                    | 19       | 0      | 2           | 0          |
| V. El-Kassem    | 1                 | 0                 | 0                 | 0                 | 1                    | 0                    | 0                    | 0                    | 2        | 0      | 0           | 0          |
| M. Ewers        | 20                | 0                 | 2                 | 0                 | 2                    | 0                    | 1                    | 0                    | 22       | 0      | 3           | 0          |
| A. Gasper       | 17                | 2                 | 0                 | 0                 | 2                    | 0                    | 0                    | 0                    | 19       | 2      | 0           | 0          |
| M. Hegering     | 13                | 2                 | 1                 | 0                 | 2                    | 0                    | 0                    | 0                    | 15       | 2      | 1           | 0          |
| V. Kleiner      | 5                 | 0                 | 2                 | 0                 | 1                    | 0                    | 0                    | 0                    | 6        | 0      | 2           | 0          |
| A. Klink        | 0                 | 0                 | 0                 | 0                 | 0                    | 0                    | 0                    | 0                    | 0        | 0      | 0           | 0          |
| R. Knaak        | 12                | 1                 | 0                 | 0                 | 1                    | 0                    | 0                    | 0                    | 13       | 1      | 0           | 0          |
| T. Knaak        | 19                | 2                 | 2                 | 0                 | 1                    | 0                    | 0                    | 0                    | 20       | 2      | 2           | 0          |
| L. Leluschko    | 8                 | 0                 | 1                 | 0                 | -                    | -                    | -                    | -                    | 8        | 0      | 1           | 0          |
| I. Linden       | 18                | 6                 | 1                 | 0                 | 2                    | 2                    | 0                    | 0                    | 20       | 8      | 1           | 0          |
| T. Panfil       | 16                | 2                 | 0                 | 0                 | 1                    | 1                    | 0                    | 0                    | 17       | 3      | 0           | 0          |
| R. Petzelberger | 22                | 1                 | 3                 | 0                 | 2                    | 0                    | 0                    | 0                    | 24       | 1      | 3           | 0          |
| K. Prinz        | 8                 | 0                 | 0                 | 0                 | 1                    | 0                    | 0                    | 0                    | 9        | 0      | 0           | 0          |
| F. Roenneke     | 2                 | 0                 | 0                 | 0                 | -                    | -                    | -                    | -                    | 2        | 0      | 0           | 0          |
| H. Sahlmann     | 1                 | 0                 | 0                 | 0                 | 1                    | 0                    | 1                    | 0                    | 2        | 0      | 1           | 0          |
| J. Scharnbacher | 0                 | 0                 | 0                 | 0                 | -                    | -                    | -                    | -                    | 0        | 0      | 0           | 0          |
| L. Schmitz      | 22                | -42               | 0                 | 0                 | 2                    | -3                   | 1                    | 0                    | 24       | -45    | 1           | 0          |
| L. Schwab       | 20                | 2                 | 2                 | 0                 | 1                    | 0                    | 1                    | 0                    | 21       | 2      | 3           | 0          |
| C. Simon        | 20                | 2                 | 2                 | 0                 | 2                    | 1                    | 1                    | 0                    | 22       | 3      | 3           | 0          |
| F. Weber        | 10                | 2                 | 2                 | 0                 | 1                    | 0                    | 0                    | 0                    | 11       | 2      | 2           | 0          |
| J. Wich         | 18                | 0                 | 4                 | 0                 | 2                    | 1                    | 0                    | 0                    | 20       | 1      | 4           | 0          |
| L. Widak        | 8                 | 0                 | 1                 | 0                 | 1                    | 0                    | 0                    | 0                    | 9        | 0      | 1           | 0          |